# 多裂叶荆芥
多裂叶荆芥，中医作荆芥入药，为唇形科裂叶荆芥属下的一个植物种。